# Tangram
Tangram — десятый студийный альбом немецкой группы электронной музыки Tangerine Dream, выпущенный в 1980 году на лейбле Virgin Records.
В составе группы появился новый член Йоханнес Шмёллинг, вновь превратив её в клавишное трио.

## Характеристика
Вышедший на переломном этапе между двумя эпохами, Tangram бросает беглый взгляд назад в классический «период больших форм и секвенсоров» и одновременно предвосхищает наступление периода «мелодичных коротких треков в стиле нью-эйдж». Каждая композиция содержит несколько частей, некоторые из них — ритмические, другие — атмосферические.
Tangram обозначил начало нового музыкального направления в творчестве Tangerine Dream. Альбом скорее ближе к прямой и мелодичной музыке нью-эйдж и напоминает музыку группы к кинофильмам.
Альбом отличает более тёплое, почти симфоническое звучание по сравнению с предшествовавшими работами. Плавность звучания в сочетании с хорошо знакомыми элементами творчества группы принесла альбому успех.
Альбом по звучанию отдалённо напоминает ритм, выработанный на Phaedra и Rubycon.

## Признание
Это пятый альбом Tangerine Dream по объёму продаж. Альбом достиг 36-го места в британском Топ 40 и продержался в чарте 5 недель.

## Список композиций
| №  | Название        | Длительность |
| -- | --------------- | ------------ |
| 1. | «Tangram Set 1» | 19:47        |

| №  | Название        | Длительность |
| -- | --------------- | ------------ |
| 2. | «Tangram Set 2» | 20:28        |

## Музыканты
- Эдгар Фрёзе — клавишные, гитара
- Кристофер Франке — клавишные, электронная перкуссия
- Йоханнес Шмёллинг[англ.] — клавишные

## Позиции в хит-парадах
Еженедельные чарты:
| Хит-парад (1980)                 | Высшая позиция | Пребывание в чарте |
| -------------------------------- | -------------- | ------------------ |
| Великобритания (UK Albums Chart) | 36             | 5 недель           |